# Oslianská kotlina
Oslianska kotlina je geomorfologický podcelek Hornonitrianské kotliny na středním Slovensku. Nachází se v povodí řeky Nitry v jižní části okresu Prievidza a na severním okraji okresu Partizánske.

## Vymezení
Oslianska kotlina je nejjižnější z Hornonitrianských kotlín a v jižní části navazuje na Podunajskou pahorkatinu. Obklopují ji ze severu Nitrické vrchy, podcelek Strážovských vrchů a Rudnianská kotlina, na severovýchodě Prievidzská kotlina (obě podcelky Hornonitrianské kotliny), na jihovýchodě Vysoký Vtáčnik (podcelek Vtáčnika) a jihu Rázdiel, podcelek pohoří Tribeč. Na západě rovinaté území přechází do Nitrianské nivy, podcelku Podunajské pahorkatiny.

## Osídlení
Oslianska kotlina patří mezi menší území a z velké části je zemědělsky využívané. Nacházejí se tu jenom středně velké obce Oslany, Čereňany, Bystričany a Horná Ves.

## Doprava
Centrální částí kotliny vede důležitá dopravní tepna Horní Nitry, silnice I/64. V jižní části se připojuje silnice II/512 ze Žarnovice. Velký význam pro osobní i nákladní dopravu zastává železniční trať Nové Zámky – Prievidza.

## Podívej se také
- Hornonitrianska kotlina